# Liste der Baudenkmale in Mühlen Eichsen
In der Liste der Baudenkmale in Mühlen Eichsen sind alle denkmalgeschützten Bauten der mecklenburgischen Gemeinde Mühlen Eichsen und ihrer Ortsteile aufgelistet. Grundlage ist die Veröffentlichung der Denkmalliste des Kreises Nordwestmecklenburg mit dem Stand vom 16. September 2020. 

## Baudenkmale nach Ortsteilen

### Groß Eichsen
| ID  | Lage          | Bezeichnung | Beschreibung | Bild           |
| --- | ------------- | --- | --- | -------------- |
| 633 | Dorfstraße 5  | Bauernhof | |                |
| 634 | Dorfstraße 8  | Wohnhaus | |                |
| 635 | Dorfstraße 9  | Bauernhaus | |                |
| 636 | Dorfstraße 10 | Bauernhaus | |                |
| 637 | (Karte)       | Kirche m. Friedhof, Grabstätte der Fam. v. Leers (3Tumben und Grabkreuze), Familien Grabstätte (2Tumben u. Grabkreuz) | Unter den Johannitern im Mittelalter bekannte Wallfahrtskirche. Wurde im 16. Jahrhundert als Münster zu Eixen bezeichnet. 1867/68 letztmals umfassend instand gesetzt und restauriert. 1994 Förderverein gegründet, um kunsthistorisch bedeutende sakrale Ausstattung zu erhalten: Barockaltar und barocke Orgel. | Weitere Bilder |

### Mühlen Eichsen
| ID   | Lage                                         | Bezeichnung       | Beschreibung | Bild           |
| ---- | -------------------------------------------- | ----------------- | --- | -------------- |
| 947  | (Karte)                                      | Wassermühle       | | Wassermühle    |
| 942  |                                              | Friedhof          | |                |
| 944  | Am Park 6                                    | Gutshaus mit Park | Neogotischer, zweigeschossiger, elfachsiger sanierter Putzbau von um 1850 mit Mittelrisalit, Sockel- und Mezzaningeschoss, nach 1945 Wohn- und Gemeindehaus, ab 2006 sozialtherapeutische Einrichtung.                                                      |                |
| 945  | (Karte)                                      | Kirche            | Backsteingotische Kirche des 14. Jahrhunderts mit Kreuzrippengewölbe spätgotischer, quadr. niedriger Westturm mit Walmdach späterer Südanbau, Kanzel von 1680, Altaraufsatz von 1698, das Orgelprospekt von 1671 wurde 1723 hierher umgesetzt, 1867 saniert | Weitere Bilder |
| 946  | (Karte)                                      | Pfarrhaus         | | Pfarrhaus      |
| 943  |                                              | Kriegsdenkmal     | |                |
| 1599 | B 208 / 120 / 4.790 (Mühlen-Eichsen) (Karte) | Meilenstein       | | Meilenstein    |

### Schönfeld
| ID   | Lage                                                 | Bezeichnung                                                                        | Beschreibung | Bild                                                                               |
| ---- | ---------------------------------------------------- | ---------------------------------------------------------------------------------- | --- | ---------------------------------------------------------------------------------- |
| 1548 | Am Mühlberg 4, 4a                                    | ehem. Mühlengehöft                                                                 | |                                                                                    |
| 1354 | Am Park Schönfeld (Karte)                            | Gutsanlage m. Gutshaus, Park, Stall m. Remise, Wohnhaus, Schmiede, 2 Pfostensteine | Klassizistischer zweigeschossiger, elfachsiger sanierter Putzbau von ab 1822 mit Portikus und Walmdach, Architekt Joseph Christian Lillie, nach 1945 Flüchtlingsunterkunft, Kindergarten, Schule und dann Ferienheim, ab 2006 Mietwohnhaus im Besitz der Familie von Plessen, Gut der Familien von Schönfeld (?, Mittelalter), von Restorff (ab 1604–1708), häufiger Wechsel, dann von Leers (ab 1807 bis 1930) und von Plessen (1933–1945). | Gutsanlage m. Gutshaus, Park, Stall m. Remise, Wohnhaus, Schmiede, 2 Pfostensteine |
| 1355 | Mühlen-Eichsener-Straße 10,11,12,14,15,17,1, 8,19,21 | Siedlungshäuser u. Lindenallee                                                     | |                                                                                    |

### Webelsfelde
| ID   | Lage              | Bezeichnung                                 | Beschreibung | Bild |
| ---- | ----------------- | ------------------------------------------- | ------------ | ---- |
| 1480 | Dorfstraße 21, 23 | Ehemalige Holländerei                       |              |      |
| 1616 |                   | Grenzstein von 1884 (Flur 1, Flurstück 571) |              |      |

## Quelle
- Denkmalliste des Landkreises Nordwestmecklenburg (Stand: 9. November 2023; PDF, 1,2 MByte)